# Kenny Washington (zanger)
Kenny Washington, geboren als Clark Kent (New Orleans, 9 december 1957), is een Amerikaanse jazzzanger.

## Biografie
Washington begon als gospelzanger in een baptistenkerk in zijn geboortestad. Zijn belangstelling voor jazz werd gewekt toen op zijn middelbare school klarinettist Alvin Batiste met een band optrad, waarin ook Branford en Wynton Marsalis speelden. Washington studeerde muziek aan de Xavier University en trad vanaf 1979 op met verschillende jazz-, rhythm-and-blues- en popbands.
Midden jaren tachtig ging hij naar de United States Navy, waar hij in 1986 lid werd van de U.S. Navy Band, waarmee hij als zanger en saxofonist tijdens de volgende negen jaar optrad in de Verenigde Staten, de Sovjet-Unie, Azië en Australië.
In 1959 vestigde Washington zich in de regio Los Angeles. Hij trad op in Roy Nathansons jazztheater-productie Fire at Keaton's Bar & Grill met Elvis Costello, Deborah Harry en Nancy King in New York en Londen. In 2000 verscheen een album van het project bij Six Degrees Records.

## Discografie
- 2000: Fire at Keaton's Bar & Grill
- 2004: The Long and the Short of It, Michael O'Neill Quartet, featuring Kenny Washington
- 2005: Slammin' All Body Band

- Library of Congress Control Number: n2010078904
- Virtual International Authority File: 161025890
- WorldCat: E39PBJrKRfRVFWTBg7wwd6Dcyd